# Live It Up (canción de Nicky Jam)
«Live It Up» es una canción del cantante estadounidense de reguetón y trap Nicky Jam en colaboración con el rapero estadounidense Will Smith y la cantante albano-kosovar Era Istrefi. Producida por el DJ estadounidense Diplo, fue lanzada el 25 de mayo de 2018.
Fue designada como la segunda canción oficial para la Copa Mundial de Fútbol de 2018, organizada en Rusia. Otros temas destacados en el evento fueron «Colors» de Jason Derulo, además de su versión remix en la colaboración con el cantante colombiano Maluma, y «Komanda 2018» (Команда 2018) de Polina Gagarina, Egor Kreed y el DJ SMASH.

## Antecedentes
El 21 de mayo de 2018, Will Smith publicó en sus redes sociales que él y el cantante Nicky Jam colaborarían en la canción oficial de la Copa Mundial de Fútbol de 2018. El mensaje es: «One Life to Live. Live it Up» (Una vida para vivir. Vive el momento). Nicky Jam también declaró que: 

«grabar la canción oficial para la Copa Mundial de la FIFA es un logro de toda la vida. No muchos artistas tienen el privilegio de poder decir que han sido parte de esto. Estoy muy orgulloso y feliz, puede decirles a mis nietos Lo logré.»

## Video musical
El video musical se lanzó el 7 de junio. En el clip aparecen Nicky Jam, Era Istrefi y Will Smith acompañados de los futbolistas Ronaldinho y Willian mientras que en el transcurso del video se aprecia imágenes y celebraciones de los mundiales pasados de algunas selecciones.

## Créditos
- Will Smith – composición, voz
- Nicky Jam – composición, voz
- Era Istrefi – composición, voz
- Diplo – producción

## Certificaciones
| País   | Organismo certificador | Certificación | Ventas certificadas | Ref.  |
| ------ | ---------------------- | ------------- | ------------------- | ----- |
| México | AMPROFON               | Oro           | 30 000              | [ 7 ] |
| Suiza  | IFPI                   | Oro           | 10 000              |       |

## Lanzamiento
| Región         | Fecha              | Formato          | Sello                 |
| -------------- | ------------------ | ---------------- | --------------------- |
| Estados Unidos | 25 de mayo de 2018 | Descarga digital | Universal Music Group |